# Mushanga
Singles de Toto
Pamela
(1988) Stop Loving You
(1988)
Pistes de The Seventh One
Stop Loving You Stay Away
Mushanga est une chanson du groupe Toto, enregistrée sur l'album The Seventh One en 1988, puis sortie en single.
 Le titre, aux allures de musique zouk, est chanté par Joseph Williams. 
Il sera lors de sa sortie un des titres les plus appréciés par le public japonais, alors que l'album sera classé premier aux charts du pays.

## Composition du groupe en 1988
- Steve Lukather : guitares, chant
- Joseph Williams : chant
- David Paich : claviers, chant
- Jeff Porcaro : batterie, percussions
- Mike Porcaro : basse